# Rhopalomeces haedus
Rhopalomeces haedus là một loài bọ cánh cứng trong họ Cerambycidae.